# Bilel Ifa
Bilel Ifa (Aryanah, 9 de março de 1990) é um futebolista profissional tunisiano que atua como defensor.

## Carreira
Bilel Ifa representou o elenco da Seleção Tunisiana de Futebol no Campeonato Africano das Nações de 2013.